# Kuvada
Kuvada (iz franc. couver - sjediti na jajima). U etnološkoj i etnografskoj građi naziv za takozvane 'muške babinje'. Radi se o prilično raširenom običaju da muškarac imitira porodiljske muke kada započnu ženini trudovi. Kuvadu nalazimo širom svijeta, a moguće je da se još održala među Baskima, a spominje se i kod starih Tibarenaca.  Nju ipak najčešće nalazimo u matrifokalnim zajednicama, ima je među indijskim Dravidima, plemenima iz Kine i stražnje Indije, kod Melanežana i mnogih Indijanaca Amazonije. U mnogim zajednicama, kao kod nekih Indijanaca, muškarac jauče i oponaša ženine muke, on je podvrgnut naročitoj dijeti, i obično vrijeme provodi ležeći u visećem krevetu i ništa ne radi. Ovim svojim činom, smatra se, muškarac olakšava ženine muke. 

## Vanjske poveznice
- Couvade  Arhivirana inačica izvorne stranice od 1. prosinca 2005. (Wayback Machine)
- Couvade: Sympathetic Pregnancy  Arhivirana inačica izvorne stranice od 8. siječnja 2006. (Wayback Machine)
- Couvade Syndrome  Arhivirana inačica izvorne stranice od 21. listopada 2005. (Wayback Machine)